# Juszef Benali (kézilabdázó)
Juszef Benali (1987. május 28. –) tunéziai származású katari válogatott kézilabdázó.

## Pályafutása

### Klubcsapatokban
Juszef Benali szülőhazájában, az Espérance Sportive de Tunis csapatában kezdett kézilabdázni. Négy bajnoki címet nyert a csapattal. 2012-ben igazolt a katari bajnokságban szereplő Lekhwiyához, amellyel szintén bajnok lett. A 2016-2017-es idényben újra a Tunisban játszott, majd Európába szerződött és a francia élvonalban szereplő Ivry Handball játékosa lett. 2018 nyarán a Chartres Métropole-ban folytatta pályafutását.

### A válogatottban
Tunézia válogatottjában nem lépett pályára, 2013-ban fogadta el a katari szövetség honosítási ajánlatát, majd 2014-ben mutatkozott be a katari válogatottban. A 2015-ös világbajnokságon ezüstérmes lett a csapattal. Szerepelt a 2017-es és a 2019-es világbajnokságon is. 

### Sikerei, díjai
- Tunéziai bajnok (4) : 2008-2009, 2009-2010, 2011-2012,  2016-2017
- Katari bajnok (1) : 2013